# Fotogramma stereometrico

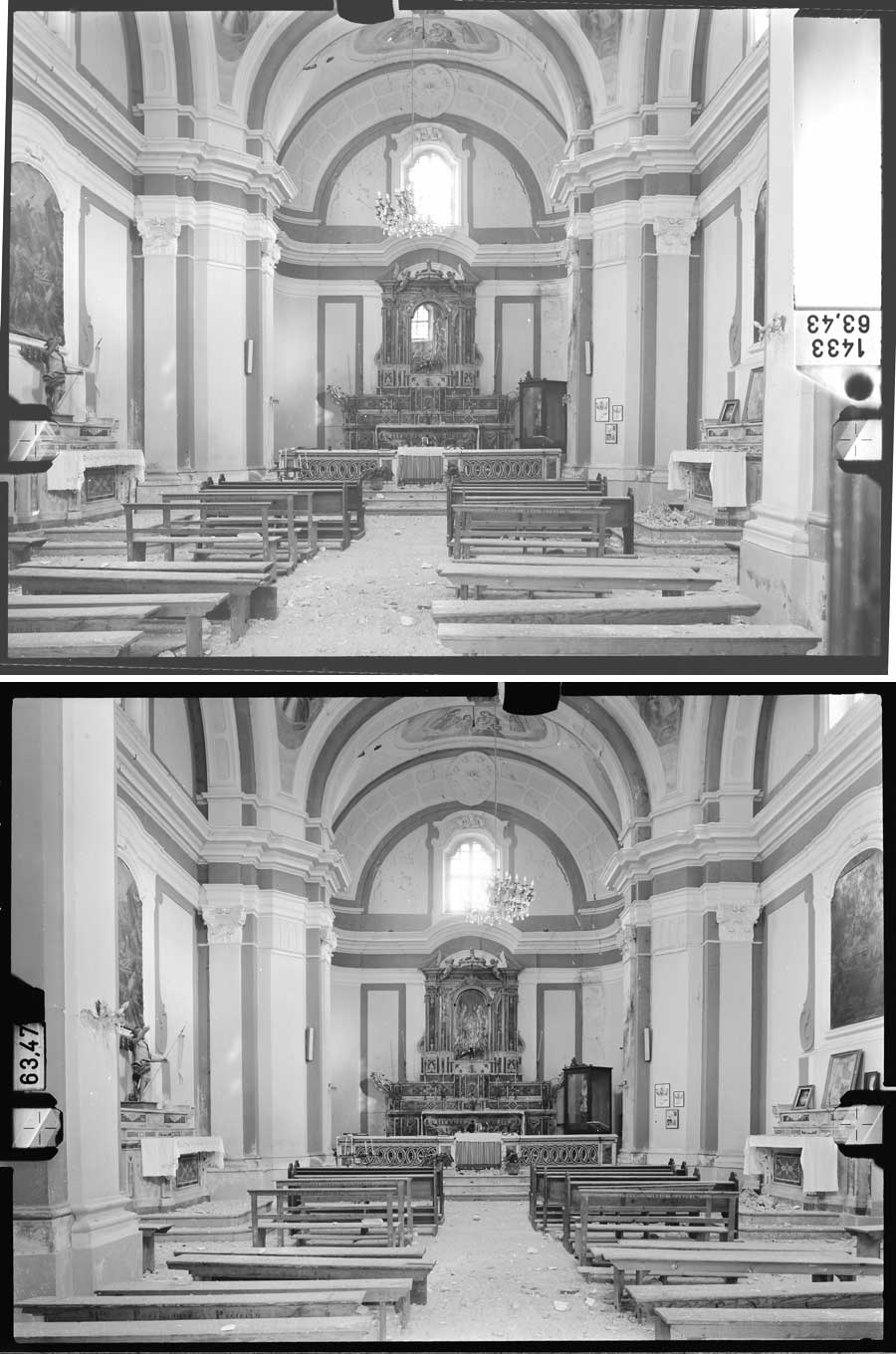
Coppia di fotogrammi stereometrici

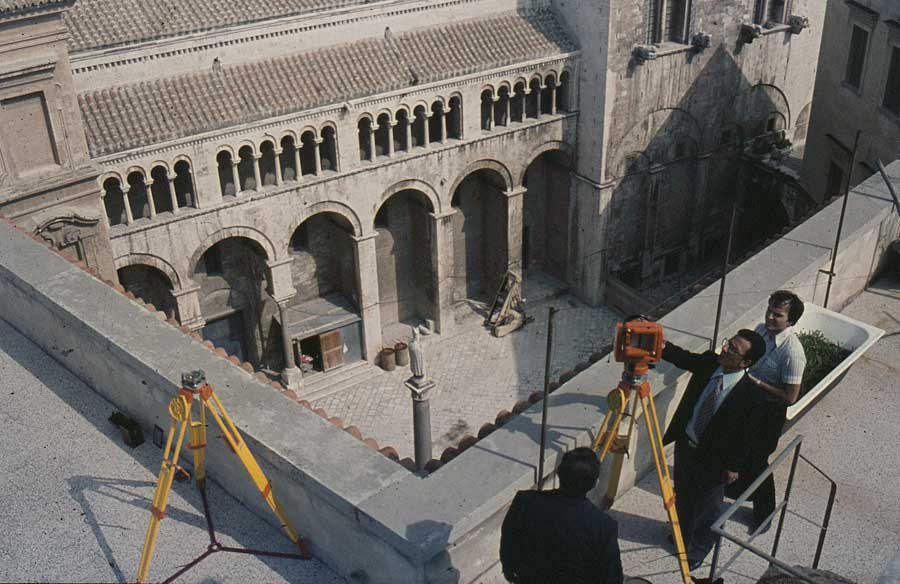
Rilievo della cattedrale di Bari

Il fotogramma stereometrico è un tipo di supporto stereoscopico costituito da una coppia di immagini fotografiche ottenute con una camera metrica disposta successivamente in due posizioni tali da fornire una particolare fotografia stereoscopica, che fa ricorso alla stereoscopia artificiale e consente, oltre alla visione del modello tridimensionale, di rilevare forma, posizione e dimensioni dell'oggetto fotografato.

## Creazione del fotogramma stereometrico

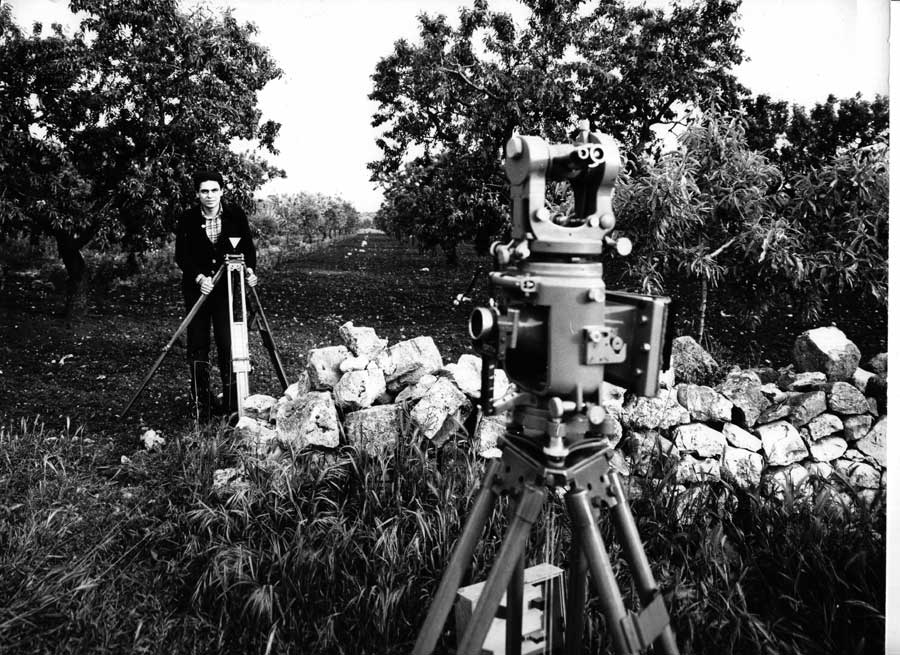
Ripresa con il fototeodolite

Per ottenere una coppia di fotogrammi stereometrici:
- la camera metrica  deve essere posizionata successivamente, nel rispetto della tecnica fotogrammetrica, in due punti, la cui distanza è compresa tra 1/5 ed 1/20 della distanza dell'oggetto da rilevare.
- nel caso di oggetti in movimento è indispensabile far ricorso a due camere metriche sincronizzate.
- quando la distanza tra le camere metriche è sufficientemente piccola (non superiore a 3 m), dette camere possono essere fissate agli estremi di una barra indeformabile e prendono il nome di camera stereometrica.

## Ottica decentrata

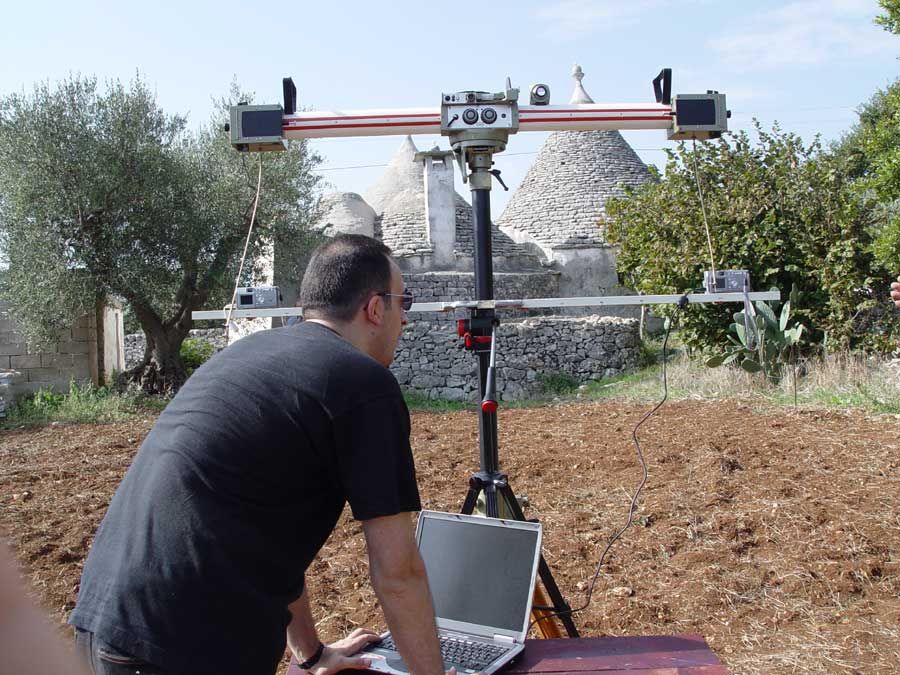
Ripresa con camera stereometrica

Nel caso della camera metrica Wild C120, con cui è  stata ottenuta la coppia di fotogrammi riportati in figura, la base d ripresa è di 1,20 m, con focale  di 60 mm. su formato immagine di 6 x 8 cm. L'angolo di ripresa orizzontale è di 64°. mentre l'angolo di ripresa verticale è di 32° verso l'alto e 17° verso il basso, grazie al decentramento dell'ottica. La distanza principale delle camere è di 63,47 e 63,43 mm. rispettivamente  per la camera di sinistra e per quella di destra

## Orientamento
Ai fini della ricostruzione del modello ottico tridimensionale, è importante conoscere l'orientamento della camera metrica e, quindi, dei fotogrammi.
- Nella fotogrammetrica aerea, detto orientamento viene ricostruito sulla base di punti di appoggio rilevati topograficamente a terra.
- Nella fotogrammetria terrestre, invece, è possibile conoscere direttamente detto orientamento, e possiamo parlare di ripresa con:

1. assi paralleli ed ortogonali alla base. Questa disposizione, esistente in tutte le camere stereometriche, viene definita caso normale e risulta particolarmente vantaggiosa in fase di restituzione, sia per la semplicità delle formule matematiche destinate al calcolo delle coordinate spaziali, sia per la ricostruzione dell'orientamento dei fotogrammi.
2. assi convergenti. Si tratta dell'orientamento che mira a simulare l'orientamento degli occhi nella visione binoculare umana, ma, in caso di riprese con grande base, rischia di compromettere la visione stereoscopica perché, nei due fotogrammi, varia lo sfondo dell'oggetto ripreso.
3. assi obliqui e paralleli. A questo caso si fa spesso ricorso quando non è possibile riprendere frontalmente l'oggetto, perché coperto da ostacoli o troppo vicino. Ai fini della restituzione, è simile al caso normale, solo che la base è data non dalla distanza fra i punti di ripresa, ma dalla distanza fra le direzioni degli assi ottici della camera nei due "punti di ripresa".

## Modelli stereometrici

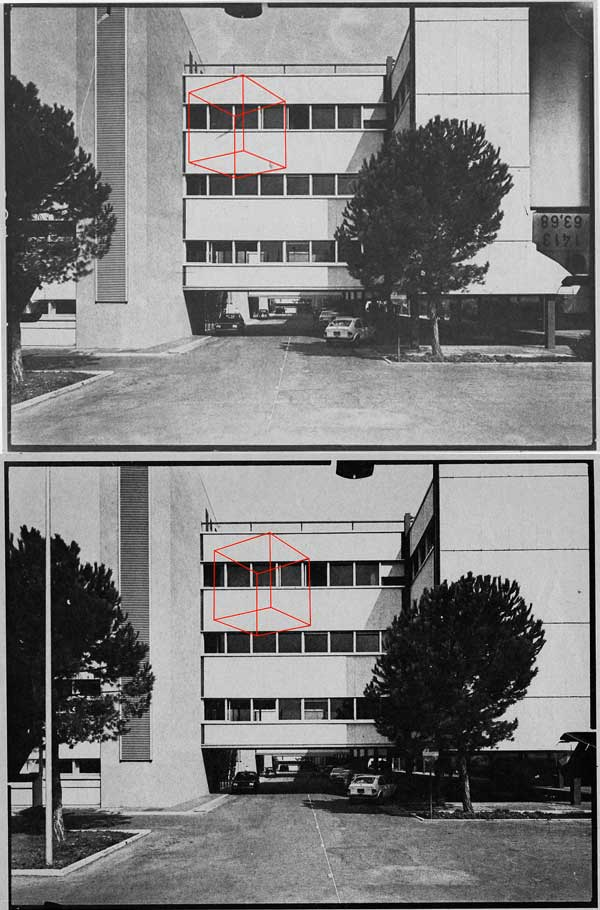
Rappresentazione di un cubo su una coppia di fotogrammi stereometrici

### Fotogrammetria inversa
Si parla di fotogrammetria diretta, quando si rilevano informazioni metriche dai fotogrammi, mentre quando dette informazioni vengono riportate sulla coppia di fotogrammi, si parla di fotogrammetria inversa. Un esempio di restituzione  con la tecnica della fotogrammetria inversa è riportato in figura. Si tratta di una coppia di fotogrammi ripresi con la camera stereometrica Wild C120 (all'interno del Campus Universitario di Bari), sui quali è stato rappresentato,  in una posizione predefinita, un cubo. Siamo negli anni '80 e tutto ciò che si poteva fare, con il restitutore analogico Wild A40, era l'individuazione, sui fotogrammi, dei punti corrispondenti agli otto vertici del cubo, che sono stati collegati con un intervento manuale. 

### Modellazione stereometrica

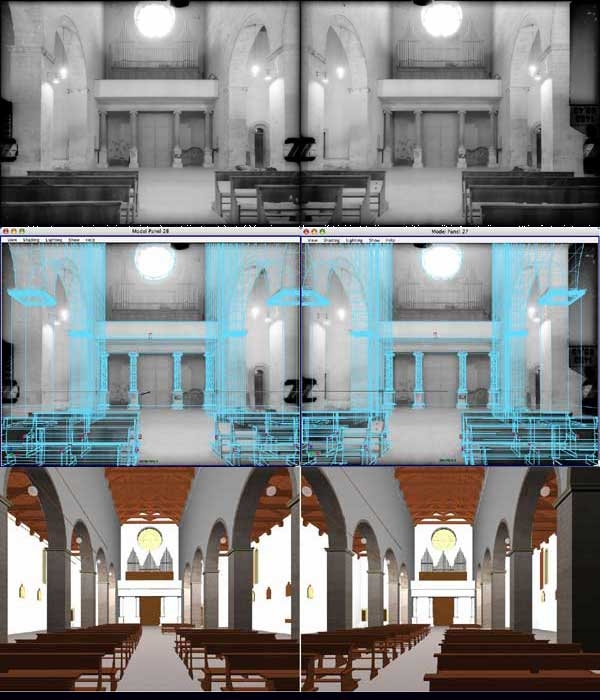
Modellazione stereometrica del rilievo della Cattedrale di Acerenza

Con l'arrivo di restitutori digitali e l'impiego di software di modellazione quali  Autodesk Maya. È stato possibile creare due camere stereometriche virtuali (identiche a quelle della Wild C120), importare una coppia di fotogrammi stereometrici in queste e materializzare il modello ottico tridimensionale.
Nella figura a destra è riportata una coppia di fotogrammi della cattedrale di Acerenza in una fase della restituzione, durante la quale la marca mobile è stata resa tracciante, allo scopo di ridisegnare gli elementi architettonici sui fotogrammi. In basso una ripresa stereofotogrammetrica del modello ottenuto.
A prima vista la modellazione stereometrica potrebbe apparire superflua, dal momento che siamo partiti dalla realtà per ritornare alla rappresentazione virtuale della stessa, ma non bisogna trascurare che:
- ripetendo, per tutte le coppie del rilievo, il lavoro svolto sulla prima coppia di fotogrammi, ed intregrando le parti mancanti, disponiamo di un modello completo che può essere utilizzato per la rappresentazione di qualsiasi intervento di restauro;
- il rilievo stereofotogrammetrico, può essere utilizzato per focalizzare i punti d'intervento e metterlo a disposizione di tutti su Internet.

Alla luce di quanto sopra, possiamo tranquillamente affermare, quindi, che il rilievo fotogrammetrico può essere utilizzato per:
- la documentazione,  con tutte le informazioni esistenti sull'oggetto rilevato;
- l'intervento progettuale, con la modellazione in ambiente stereo;
- l'intervento di restauro, mediante intervento sulla "replica" virtuale del modello ottico-stereometrico;
- la realizzazione di una replica reale dell'oggetto rilevato, mediante la replica virtuale del modello ottico importato.